# Catacomb Ridge
Catacomb Ridge är en bergstopp i Antarktis. Den ligger i Östantarktis. Nya Zeeland gör anspråk på området. Toppen på Catacomb Ridge är 1 200 meter över havet.
Terrängen runt Catacomb Ridge är lite bergig. Trakten är obefolkad. Det finns inga samhällen i närheten.